# Космос-2155
Космос-2155 је један од преко 2400 совјетских вјештачких сателита лансираних у оквиру програма Космос.
Космос-2155 је лансиран са космодрома Тјуратам, Бајконур, СССР, 13. септембра 1991. Ракета-носач Протон је поставила сателит у орбиту око планете Земље. 